# Rijksbeschermd gezicht Rotterdam - Scheepvaartkwartier
Gezicht Rotterdam - Scheepvaartkwartier is een van rijkswege beschermd stadsgezicht in de wijk Scheepvaartkwartier van Rotterdam in de Nederlandse provincie Zuid-Holland. De procedure voor aanwijzing werd gestart op 27 februari 1976. Het gebied werd op 7 december 1977 definitief aangewezen. Het beschermd gezicht beslaat een oppervlakte van 59,6 hectare.
Panden die binnen een beschermd gezicht vallen krijgen niet automatisch de status van beschermd monument. Wel zal de gemeente het bestemmingsplan aanpassen om nieuwe ontwikkelingen in het gebied te reguleren. De gezichtsbescherming richt zich op de stedenbouwkundige en cultuurhistorische waardering van een gebied en wil het toekomstig functioneren daarvan veiligstellen.